# 마티스 텔
마티스 텔(프랑스어: Mathys Tel, 2005년 4월 27일 ~ )는 프랑스의 축구 선수로 포지션은 공격수이며 현재 잉글랜드 프리미어리그의 토트넘 홋스퍼에서 활약하고 있다. 빠른 스피드와 창의적인 드리블 능력으로 유명한 텔은 프랑스 동료인 킬리안 음바페와 비교되었다.

## 클럽 경력

### 렌
파리 FC의 유소년 아카데미 선수였던 텔은 2020년 렌에 입단하였다. 그는 2021년 8월 15일, 1-1로 비긴 브레스투아와의 경기에서 프로 데뷔전을 치렀다. 그는 16세 110일에 데뷔하여 렌의 공식 경기에 출전한 최연소 선수로 기록되었는데, 이는 에두아르도 카마빙가가 보유하고 있던 기록이었다.

### 바이에른 뮌헨

#### 22-23 시즌
2022년 7월 26일, 텔은 분데스리가의 바이에른 뮌헨과 5년 계약을 맺었다. 렌에게 지급된 이적료는 보너스를 포함하여 €28.5M이다. 2022년 8월 31일, 그는 5-0으로 이긴 빅토리아 쾰른과의 DFB-포칼 경기에서 첫 골을 기록했고, 17세 126일의 나이로 구단 최연소 득점자가 되었다. 그는 2022년 9월 10일, 2-2로 비긴 슈투트가르트와의 경기에서 분데스리가 첫 골을 기록했는데, 이 경기에서 그는 구단 리그 최연소 득점자가 되었다.
2023년 3월 31일, 바이에른 뮌헨은 텔이 프랑스 U-17 축구 국가대표팀의 경기를 뛰는 도중에 왼쪽 내전근 근섬유가 찢어져 텔이 보루시아 도르트문트와의 데어 클라시커에 출전하지 않을 것이라고 발표했다.
2023년 4월 9일, 텔은 팀훈련에 복귀했다.

### 토트넘
텔의 원소속구단인 바이에른 뮌헨에서 토트넘과 임대 계약을 6개월 채결하였으며 다음 시즌 완전이적 옵션도 계약서에 삽입됐다.
토트넘은 임대 선수 치고는 이례적으로 높은 1000만 유로(150억원) 임대료를 책정해 뮌헨에 지불했다.

## 국가대표팀 경력
텔은 현재 프랑스 청소년 국가대표팀에서 뛰고 있다.

## 사생활
프랑스 본토에서 태어난 텔은 과들루프 혈통이다.

## 출전 통계
| Club          | Season       | League       | League | League | National cup | National cup | Europe | Europe | Other | Other | Total | Total |
| Club          | Season       | Division     | Apps   | Goals  | Apps         | Goals        | Apps   | Goals  | Apps  | Goals | Apps  | Goals |
| ------------- | ------------ | ------------ | ------ | ------ | ------------ | ------------ | ------ | ------ | ----- | ----- | ----- | ----- |
| Rennes        | 2021–22      | Ligue 1      | 7      | 0      | 1            | 0            | 2      | 0      | —     | —     | 10    | 0     |
| Bayern Munich | 2022–23      | Bundesliga   | 22     | 5      | 1            | 1            | 5      | 0      | 0     | 0     | 28    | 6     |
| Bayern Munich | 2023–24      | Bundesliga   | 30     | 7      | 2            | 1            | 8      | 2      | 1     | 0     | 41    | 10    |
| Bayern Munich | 2024–25      | Bundesliga   | 8      | 0      | 3            | 0            | 3      | 0      | 0     | 0     | 14    | 0     |
| Bayern Munich | Total        | Total        | 60     | 12     | 6            | 2            | 16     | 2      | 1     | 0     | 83    | 16    |
| Career total  | Career total | Career total | 75     | 18     | 7            | 2            | 18     | 2      | 1     | 0     | 99    | 22    |

## 수상 내역

#### 바이에른 뮌헨
- 분데스리가 : 2022-23

프랑스 U-17
- UEFA U-17 축구 선수권 대회: 2022[16]